# レグルス (ナユタン星人の曲)
『レグルス』は、ナユタン星人が発表したボーカロイド曲。音声合成ソフト「初音ミク」を用いている。

## 概要
2016年（平成28年）12月28日、翌年発売予定のアルバム『ナユタン星からの物体Y』クロスフェード動画にて発表され、2017年（平成29年）1月27日、同アルバム内の一曲として発売された。
2017年（平成29年）9月27日に発売されたSouとのコラボアルバム『ナユタン星への快爽列車』には、書き下ろし部分を加えたものが収録されている。